# Championnat du Luxembourg de hockey sur glace
La Coupe du Luxembourg, anciennementAlter Domus Cup d'après le nom d'un sponsor, est le nom du championnat du Luxembourg de hockey sur glace, organisé par la Fédération luxembourgeoise de hockey sur glace (FLHG). Elle est jouée en parallèle des championnats étrangers auxquels les clubs luxembourgeois prennent part.

## Historique
Créée en 1993, la coupe du Luxembourg était, dans un premier temps, une compétition opposant des clubs du grand-duché, d'Allemagne, de Belgique et de France. Le titre de champion du Luxembourg était attribué à la meilleure équipe du pays.
Lors de la saison 1996-1997, la coupe fut divisée en deux divisions. Le Tornado Luxembourg remporta la division A tandis que les français du CSMG Charleville-Mézières s'imposèrent en division B.
De 2000 à 2002, le titre de champion du Luxembourg fut attribué lors d'une finale opposant le Tornado, tenant du titre, à la meilleure équipe luxembourgeoise de la coupe.
En 2006, après trois saisons d'interruption, la coupe fut remise au goût du jour à la différence près qu'elle est désormais réservée aux équipes luxembourgeoises.

## Saison 2017-2018
Équipes participantes
- Tornado Luxembourg
  - Ils évoluent, pour la saison 2017-2018, dans le groupe C de la Division 3, quatrième échelon du hockey sur glace en France. Ils jouent à la Patinoire de Kockelscheuer à Luxembourg.
- Puckers Luxembourg
  - Équipe réserve du Tornado Luxembourg, les Puckers évoluent dans la Trophée Loisirs.
- IHC Beaufort
  - Ils jouent à la Patinoire de Beaufort. Le club évolue dans le Ligue nationale, second échelon du hockey sur glace en Belgique.
- Hiversport Huskies
  - Seul club à posséder des équipes de jeunes, il est représenté par des moins de 20 ans et des moins de 17 ans. Ils évoluent dans le groupe est des championnats de France jeunes.

Format de la saison
Les quatre équipe engagées sont rassemblées au sein d'une poule unique qui se jouent en matchs aller-retour. Les deux premiers se qualifient pour la finale tandis que les deux autres équipes s'affrontent pour la troisième place.

## Palmarès
| Saison    | Champion du Luxembourg | Vainqueur de la Coupe  |
| --------- | ---------------------- | ---------------------- |
| 1993-1994 | Tornado Luxembourg     | Tornado Luxembourg     |
| 1994-1995 | Tornado Luxembourg     | IHC Louvain            |
| 1995-1996 | Tornado Luxembourg     | Tornado Luxembourg     |
| 1996-1997 | Tornado Luxembourg     | Tornado Luxembourg     |
| 1997-1998 | Tornado Luxembourg     | IHC Louvain            |
| 1998-1999 | Tornado Luxembourg     | Tornado Luxembourg     |
| 1999-2000 | Tornado Luxembourg     | HC Amnéville Moselle 2 |
| 2000-2001 | Tornado Luxembourg     | HC Amnéville Moselle 2 |
| 2001-2002 | Tornado Luxembourg     | EHC Zweibrücken 2      |
| 2002-2003 | Tornado Luxembourg     | Tornado Luxembourg     |

| Saison    | Champion             |
| --------- | -------------------- |
| 2006-2007 | Tornado Luxembourg   |
|           |                      |
| 2010-2011 | Lokomotiv Luxembourg |
| 2011-2012 | Tornado Luxembourg   |
| 2012-2013 | Tornado Luxembourg   |
| 2013-2014 |                      |
| 2014-2015 |                      |
| 2015-2016 |                      |
| 2016-2017 | Tornado Luxembourg   |